# Eulogio di Cordova
Eulogio (800 circa – Cordova, 11 marzo 859) è stato un prete della Spagna mozarabica, martire per la fede. 
È venerato come santo dalla Chiesa cattolica.

## Biografia
Eulogio fu uno dei Martiri di Cordova, quei cristiani mozarabi (che rifiutavano l'assimilazione culturale con gli arabi-musulmani) i quali, durante il regno dell'emiro ʿAbd al-Raḥmān II, vennero condannati a morte dalle autorità islamiche per aver vilipeso il Corano e insultato il Profeta Maometto (blasfemia) oppure per aver abbandonato la religione mussulmana convertendosi al cristianesimo (apostasia). La Shari'a prevede per questi reati la pena di morte.
Eulogio fu il più importante di essi, assieme a Sancho, Rodrigo e Salomone. Cordova, strappata ai Visigoti dagli Arabi nel 771, raggiunse il suo apogeo culturale tra il IX e il X secolo, prima di essere riconquistata nel 1236 da Ferdinando III di Castiglia. I musulmani non si mostrarono sempre feroci persecutori dei cristiani: talvolta si limitavano a imporre loro di non testimoniare la loro fede in pubblico e di versare un cospicuo tributo periodico in quanto "dhimmi"; se ciò provocava lo spirito d'indipendenza dei cristiani, i più sensibili non potevano tollerare una specie di ibernazione religiosa. Di qui sporadiche reazioni alla dominazione, che venivano soffocate con immediate repressioni.
Di una di queste reazioni furono protagonisti Rodrigo, Salomone ed Eulogio. Quest'ultimo era prete; non potendo accettare la passività dei cristiani, parlò apertamente contro il Corano. Imprigionato una prima volta, venne rilasciato nell'851. Avendo incontrato in carcere Flora e Marta (Maria) - che furono poi decapitate morendo in nome della fede cristiana - Eulogio attribuì la sua scarcerazione, avvenuta pochi giorni dopo il loro martirio, proprio all'intercessione di queste due donne, contribuendo così alla loro santificazione.
Eulogio, proveniente da una famiglia senatoriale, fu anche scrittore. Scrisse Passio Florae et Mariae, Memoriale Sanctorum, Documentum martyriale e, nell'anno 857, Apologeticum Sanctorum, che lo fece conoscere in tutta la Spagna. Nominato vescovo di Toledo, non poté essere consacrato, perché venne decapitato l'11 marzo 859 per aver aiutato a nascondersi una giovane di nome Leocrizia (o Lucrezia), la quale, figlia di genitori mussulmani, si era convertita al cristianesimo. La Shari'a prevede infatti che i figli di genitori mussulmani siano automaticamente mussulmani e che l'eventuale apostasia sia punita con la morte, salvo si possa dimostrare l'insanità mentale o si verifichi il pentimento dell'apostata.

## Culto

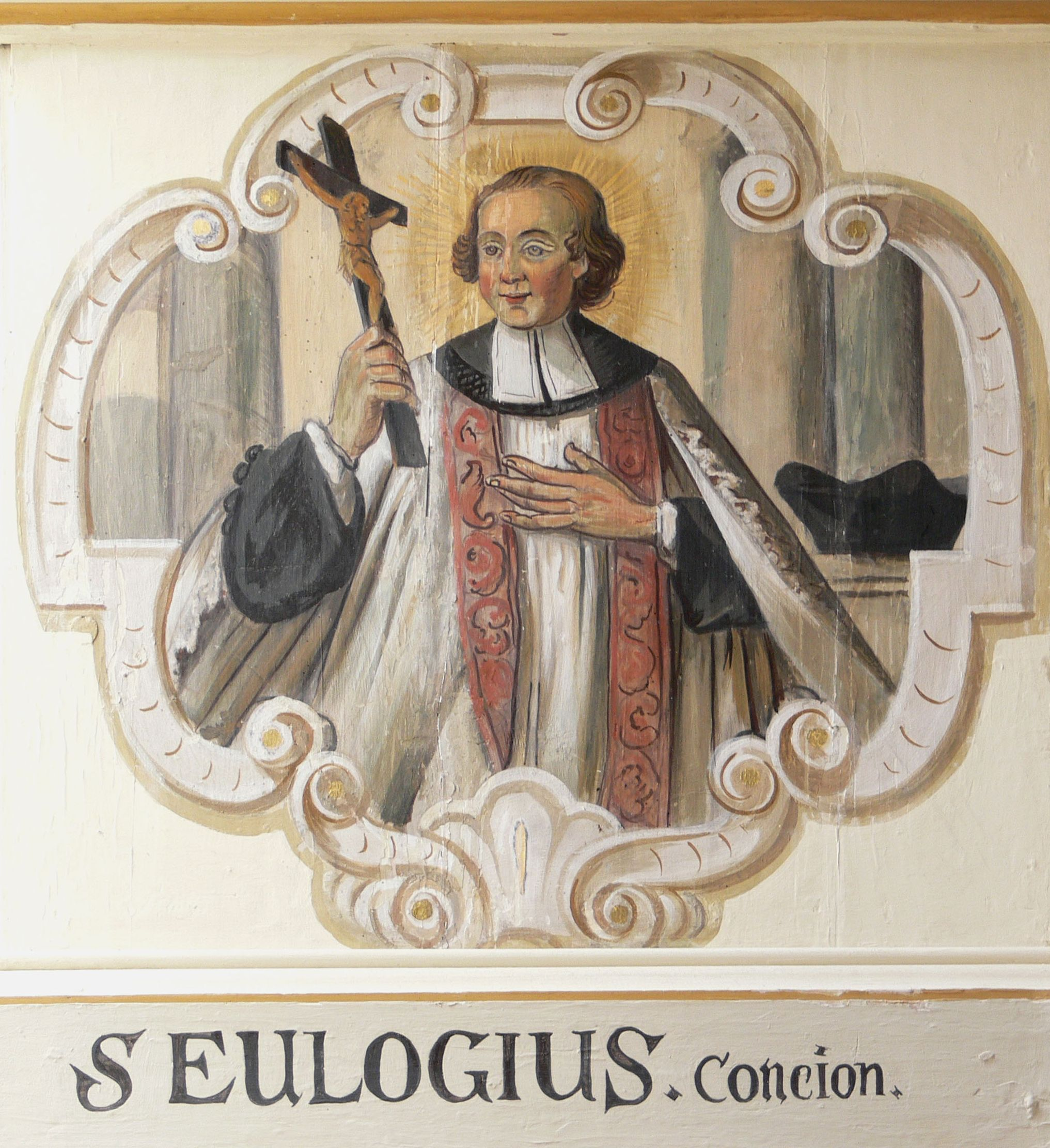
Sant'Eulogio

Sant'Eulogio è ricordato nel Martirologio Romano il giorno 11 marzo:
(Martirologio Romano)